# 奥野俊一
奥野 俊一（おくの しゅんいち、1947年2月23日 - ）は、宮崎県出身のバスケットボール指導者、解説者。

## 人物
福岡市立多々良中学校でバスケを始め、長崎西高校、東京教育大学でポイントガードとして活躍。大学では主将も務めた。
卒業後、長崎東高校のコーチや大学院でコーチ学を学び、修了後は東芝男子、第一勧銀女子などで指揮を執る。
1989年にはケンタッキー大学へコーチ留学。一方で、全日本男子のコーチも務め、1990年にはヤングメンアジア選手権優勝に導く。
現在はNHKのNBA解説と普及活動を務めている。
2011年にプロバスケットボールチーム「ライジング福岡」のオーナー代行兼GM、2012年からは社長に就任したがその後退任した。
2016年から再びライジングゼファーフクオカの会長兼GMに就任している。